# Jerzy Drzewiecki

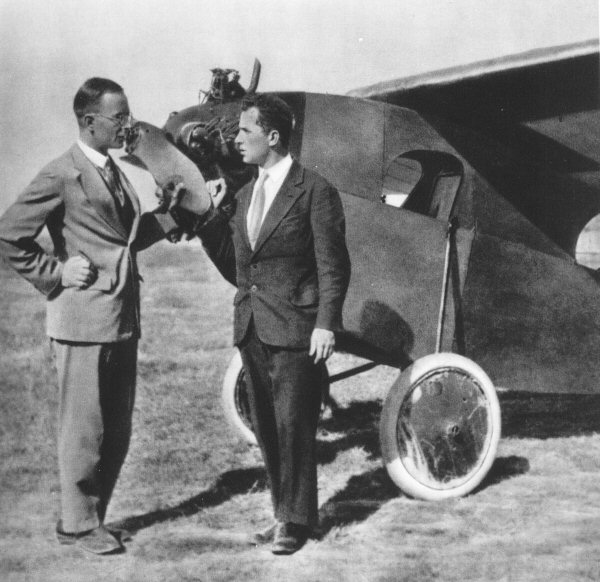
Jerzy Drzewiecki i Jerzy Wędrychowski przy samolocie RWD-7

Jerzy Drzewiecki (ur. 7 sierpnia 1902 w Warszawie, zm. 15 maja 1990 w Ottawie) – polski inżynier, konstruktor lotniczy i pilot doświadczalny.

## Życiorys
Urodził się w rodzinie doktora medycyny, homeopaty Józefa (1860–1907) i Jadwigi Alfonsyny z Jankowskich h. Jastrzębiec (1879–1949). Miał siostrę Jadwigę po mężu Englicht (1904–1944). Od 1912 r. uczęszczał do szkoły H. Rygiera w Grodzisku Mazowieckim, od 1914 r. do szkoły Wojciecha Górskiego w Warszawie. W roku 1915 rozpoczął naukę w gimnazjum im. Emiliana Konopczyńskiego w Warszawie.
Od 12 lipca do 4 grudnia 1920 brał udział w wojnie polsko-bolszewickiej, walczył ochotniczo w 8 pułku artylerii polowej; wówczas zaprzyjaźnił się z Stanisławem Wigurą.
W 1921 r. zdał egzamin dojrzałości i 1 października 1921 r. rozpoczął studia na Wydziale Mechanicznym Politechniki Warszawskiej razem z m.in. ze: Stanisławem Nowkuńskim, Stanisławem Praussem, Stanisławem Rogalskim i Stanisławem Wigurą.
W 1924 r. skonstruował szybowiec JD-1 (SL-2 „Czarny Kot”), który wziął w 1925 r. udział w II Wszechpolskim Konkursie Szybowcowym na Oksywiu.
W 1925 odbył przeszkolenie pilotażowe w wojsku z inicjatywy Włodzimierza Zagórskiego. W 1926 skonstruował swój pierwszy samolot – płatowiec turystyczny JD-2. W ramach Sekcji Lotniczej Koła Mechaników Politechniki Warszawskiej, która w późniejszym okresie stała się spółką Doświadczalne Warsztaty Lotnicze, brał udział w konstrukcji, wraz ze Stanisławem Wigurą oraz Stanisławem Rogalskim, pierwszych samolotów RWD.
Dokonał prób w locie samolotów JD-2 oraz RWD-1 do RWD-7 jako pilot doświadczalny. Uległ ciężkiemu wypadkowi podczas prób RWD-6 i po tym wypadku zakończył karierę oblatywacza.
Podczas II wojny światowej przebywał w Wielkiej Brytanii, gdzie służył w ATA.
Po wojnie, nie decydując się na powrót do Polski, która weszła w obszar wpływu Związku Radzieckiego, w 1947 r. wyemigrował do Kanady. Tu nie znalazł zatrudnienia w przemyśle lotniczym. Pracował jako kreślarz. W 1950 r. ożenił się z Józefą Śmiałowską, z którą miał trzy córki: Martę, Annę i Ewę.

## Wybrane konstrukcje
- JD-1 (SL-2) – szybowiec
- JD-2
- RWD-4
- RWD-7
- RWD-8
- RWD-9
- RWD-10
- RWD-11

## Ordery i odznaczenia
- Złoty Krzyż Zasługi (9 listopada 1932)[4]
- Srebrny Krzyż Zasługi z Mieczami